# Leciñana del Camino
Leciñana del Camino (oficialmente Leciñana del Camino/Leziñana) es un concejo del municipio de Lantarón, en la provincia de Álava, País Vasco, España.

## Despoblado
Forma parte del concejo el despoblado de:
- Moscatuero.[2]

## Historia
Hacia mediados del siglo XIX, el lugar, por entonces perteneciente al ayuntamiento de Salcedo, tenía contabilizada una población de 64 habitantes. Aparece descrito en el décimo volumen del Diccionario geográfico-estadístico-histórico de España y sus posesiones de Ultramar de Pascual Madoz de la siguiente manera:

LECIÑANA DEL CAMINO: l. del ayunt. de Salcedo, en la prov. de Alava (á Vitoria 5 leg.), part. jud. de Añana (1 1/4), aud. terr. de Burgos (15), c. g. de las Provincias Vascongadas, dióc. de Calahorra (16): sit. en llano á la ribera del Ebro; disfruta de clima templado y saludable. Tiene 17 casas, escuela de ambos sexos concurrida por 20 alumnos y dotada con 17 fan. de trigo; igl. parr. (Santiago), servida por 2 beneficiados perpétuos, uno de ellos con título de cura, y por un sacristan lego; hay una fuente dentro de la pobl. y varias en el térm. Confina este N. Molenilla; E. Caicedo Yuso; S. r. Ebro, y O. Salcedo y Comunion. El terreno es de buena calidad y bastante fértil, escepto el paraje que llaman Antepardo, inmediato al Ebro, que se ha hecho estéril con sus avenidas. caminos: locales y en regular estado. El correo se recibe de Miranda de Ebro. prod.: trigo, cebada, avena, maiz, vino, patatas, legumbres y frutas; cria ganado lanar; caza de perdices y liebres, y pesca de varias clases en el Ebro. pobl.: 14 vec., 64 almas. riqueza y contr.: con su ayuntamiento (V.)
(Madoz, 1847, p. 113)

En la actualidad, pertenece al municipio de Lantarón. En 2022, tenía empadronados 56 habitantes.

## Demografía
| Gráfica de evolución demográfica de Leciñana del Camino entre 2000 y 2017 |
|                                                                           |
| Población de derecho según los censos de población del INE.               |

## Patrimonio
Hay en el concejo una iglesia de Santiago.